# Lepi Vrh
Lepi Vrh je naselje u slovenskoj Općini Bloki. Lepi Vrh se nalazi u pokrajini Notranjskoj i statističkoj regiji Notranjsko-kraškoj. 

## Stanovništvo
Prema popisu stanovništva iz 2002. godine naselje je imalo 14 stanovnika.